# 康·艾爾

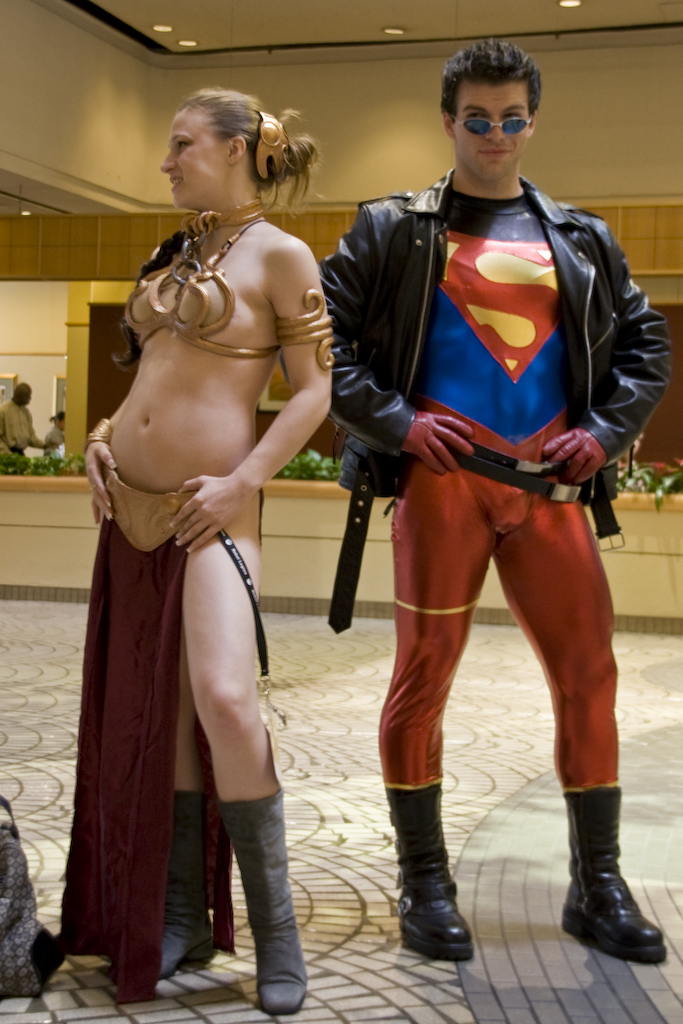
這是一位將自己打扮成康 艾爾(超級小子)的cosplayer

康·艾爾（Kon-El，也稱為超級小子或康納·肯特）是美國漫畫DC漫畫出版的超級英雄。該角色在《The Superman Adventures》中首次顯示為超級小子＃500（1993年6月），由作家卡爾·凱塞爾和藝術家湯姆·格魯梅特創作。
從1993年角色首次亮相到2003年8月，Superboy被描述為由卡德摩斯實驗室（Project Cadmus）基因改造的複製人。 超人的最接近遺傳等價物。角色為《少年泰坦》＃1（2003年9月）中的追溯連續性，是超人和雷克斯·路瑟。 DC的The New 52計劃在2011年重新啟動了公司的漫畫連貫性之後，Superboy的角色被重新設計為源自三種DNA來源的克隆，由N.O.W.H.E.R.E項目設計。作為Jon Lane Kent的娛樂，是超人和露薏絲·蓮恩的親生兒子，來自未來的潛在時間表。角色在《超人》系列中去世後，康恩·艾爾（Jon Lane Kent）取代了康·艾爾（Kon-El）。在《Superboy》＃34事件發生後，Kon-El再次以Superboy身份返回。

## 影視作品

### 影集

#### 真人劇
- 2010年影集超人前傳第十季角色[2]
- 2019年影集泰坦 (電視劇)第二季主要角色，由約書亞·奧平（Joshua Orpin） 飾演。

#### 動畫
- Superboy於1996年為Kenner的動作人物“超人：鋼鐵俠”廣告中首次出現動畫。
- Superboy在他最初的1993年化身中與Eradicator，Cyborg Superman和Steel一起出現在由Zack Snyder和Bruce Timm製作的2013年超人75週年動畫短片中。該動畫是藍光發行的鋼鐵人的一項額外功能。
- 電視劇《超級英雄團》的第二季播出了超人的未來版本以及克拉克·肯特（Clark Kent）版本。第二個超人稱為“凱爾·埃爾”或“以西結·肯特”，又名“超人X”（尤里·羅森塔爾發聲）），是原始超人的克隆;他來自41世紀，是為了反對惡人Imperiex而創建的。凱爾·艾爾（Kell-El）具有與超人不同的多種力量，並且由於k他的一部分而對k石免疫。角色的概念基於Kon-El Superboy，Eradicator和Lar Gand，穿著與《Superboy》＃83中Kon-El的服裝相似的服裝，在他的系列劇結束前和Young Justice解散之前就已穿著。[3]
- Superboy是動畫片少年正義聯盟動畫系列的主要角色[4]，由Nolan North配音[5]。他被該節目稱為該節目的“突破人物”製作人，並且是漫畫中《少年正義聯盟》的唯一成員，在第一個賽季作為團隊成員出現，其他角色則在下個賽季出現或加入。他首先穿著白色的合身太陽能服，然後在胸前穿上帶有超人標誌的黑色T卹，並穿上帶有棕色工作靴的藍色軍褲[6]。
- Superboy在動畫影集少年悍將GO！客串。 在劇集“讓我們認真起來”（與 少年正義聯盟的交叉）中，他與水少俠和火星小姐一起拍攝了HIVE，因為泰坦如此 愚蠢地做到這一點。

### 電影
- 儘管《超人》的角色沒有出現在《超人：世界末日》直接放映到DVD電影中，但他的歷史元素被用於電影結尾處出現的第二個超人（原始電影的複製品）。[7]。
- 馬特·貝內特（Matt Bennett）在2011年的短片《超人的死亡與歸來》中飾演超人。[8][9]
- 在動畫電影《超人的死亡》中，他扮演著不說話的角色，首先出現在他的孵化管中，然後在中貸場景中逃脫，還獲得了他的標誌外套。
- 《超人》出現在《超人統治》中，這是卡梅隆·莫納漢（Cameron Monaghan）演唱的2019年《超人之死》的續集。[10]最初，Superboy由Lex Luthor公開贊助，Lex Luthor試圖將他介紹為“官方”超人，但是Lex和Superboy很快就彼此失望了，因為Lex憎恨Superboy的出眾頭銜，而Superboy則為了解他作為男孩的真實本性而大受打擊。超人和Luthor的雜交克隆。通過與路易斯·萊恩（Lois Lane）的談話，他的信心得到了增強，超級男孩在與半機械人超人的最後一戰之前協助了斯蒂爾和根除者復興了真正的超人。在電影的結尾，超級男孩現正與喬納森和瑪莎·肯特一起生活，並改名為“康納”。
- 短暫出場於《電影少年悍將GO！》

## 資料來源

### 腳註
1. ↑  Manning, Matthew K.; Dolan, Hannah, ed. . . Dorling Kinderley. 2010: 259. ISBN 978-0-7566-6742-9. The issue also featured four teaser comics that introduced a group of contenders all vying for the Superman name...A cloned Superboy escaped captivity in a yarn by writer Karl Kesel and artist Tom Grummett.
2. ↑  Smallville Finale part 2
3. ↑  Journey Into Comics 的存檔，存档日期2007-09-04.
4. ↑  .   [2020-01-01]. （原始内容存档于2011-08-08）.
5. ↑  Fitzpatrick, Kevin. . UGO Networks. 2010-07-23  [2010-07-23]. （原始内容存档于2010-07-26）.
6. ↑  . Archive.is. 2013-02-22  [2018-02-13]. （原始内容存档于2013-02-22）.
7. ↑  . Warnervideo.com. 1978-12-15  [2018-02-13]. （原始内容存档于2012-10-31）.
8. ↑  Lamar, Cyriaque. . io9. Gizmodo Media Group. February 4, 2012  [February 4, 2019]. （原始内容存档于2021-02-28）.
9. ↑  Trumbore, Dave. . Collider. February 3, 2012  [February 4, 2019]. （原始内容存档于2021-10-04）.
10. ↑  Monaghan, Cameron. . Twitter. July 31, 2018  [July 31, 2018].